# 彩豔扁角螢金花蟲
彩豔扁角螢金花蟲（学名：Sphaenoraia micans）为金花蟲科扁角螢金花蟲屬下的一个种。